# Barentssee
Koordinaten: 75° N, 40° O
Die Barentssee (russisch баренцево море, norwegisch Barentshavet) ist ein Randmeer des Arktischen Ozeans (Nordpolarmeer) nördlich von Norwegen und dem europäischen Teil Russlands. Sie wurde nach dem niederländischen Seefahrer Willem Barents benannt. Mit einer durchschnittlichen Tiefe von 230 m ist sie eines der tieferen Schelfmeere. Der Nordatlantikstrom, ein Ausläufer des Golfstroms, sorgt dafür, dass viele Häfen an der Barentssee ganzjährig eisfrei sind, obwohl sie weit im Norden liegen. Im September ist die Barentssee vollständig eisfrei.
Durch die vergleichsweise hohe Wassertemperatur ist die Biomasseproduktion deutlich höher als in anderen Meeren vergleichbarer geografischer Breite. Im Frühjahr beginnt die Algenblüte mit der Produktion von Phytoplankton, darauf folgt das Zooplankton, das seinerseits Nahrungsgrundlage von Fischen, Seevögeln und Meeressäugern ist.

## Meereskundliches
Es gibt drei verschiedene Wassermassen in der Barentssee: Warmes und salzreiches Oberflächenwasser aus dem Nordatlantikstrom (Temperatur > 3 °C, Salzgehalt > 35 ‰), kaltes polares Wasser (Temperatur < 0 °C, Salzgehalt < 35 ‰) und warmes, salzarmes Küstenwasser (Temperatur > 3 °C, Salzgehalt < 34,7 ‰). Die Trennung zwischen den Wassermassen des Atlantikstroms und dem polaren Wasser bezeichnet man als polare Front, die im Westen bei der Bäreninsel durch die Bodentopografie bedingt recht konstant und scharf begrenzt verläuft, im Osten nahe Nowaja Semlja jedoch diffus ist und großen Schwankungen unterliegt.

## Geografie

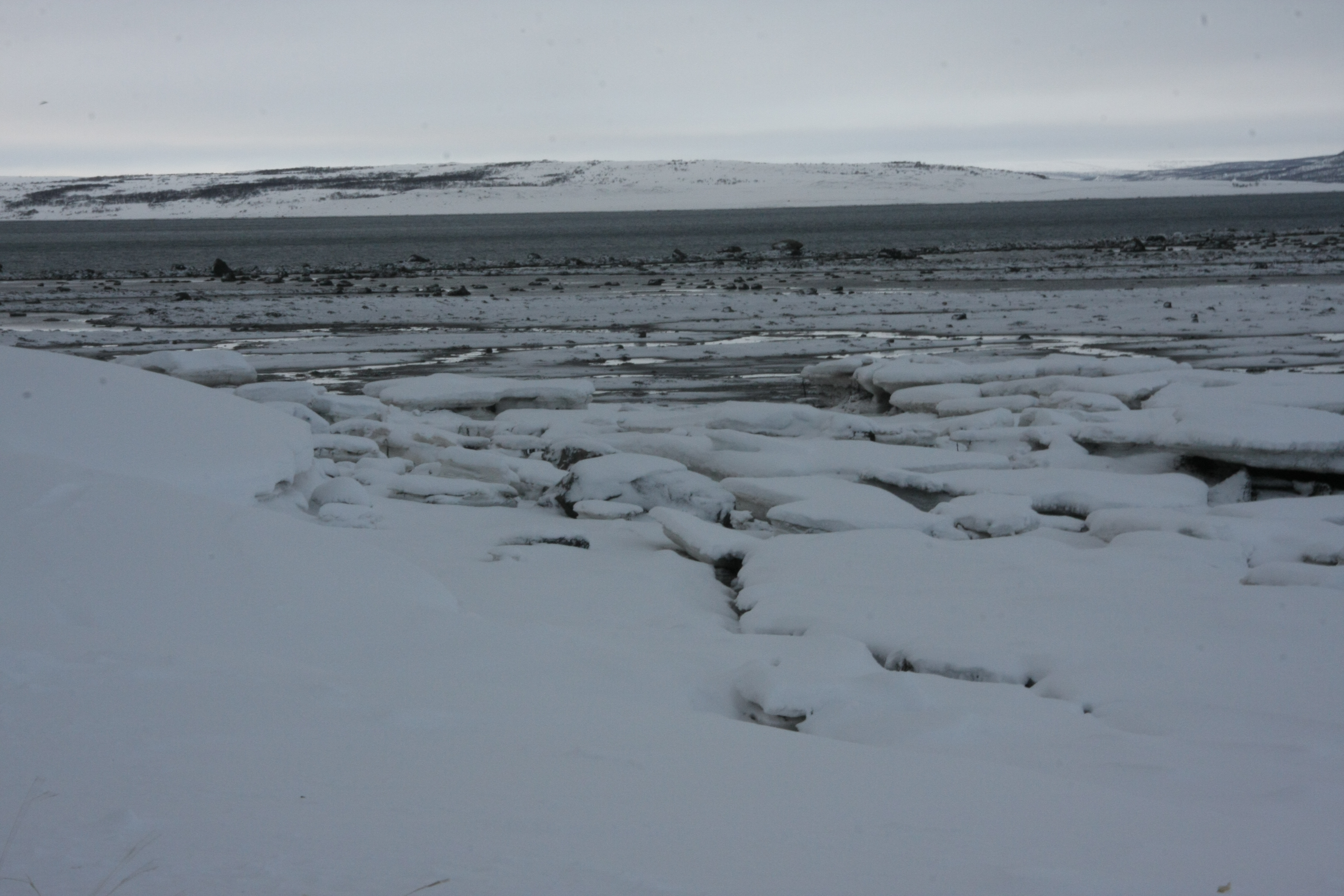
Eismeerküste im Winter am Varangerfjord in der Barentssee

Die Barentssee liegt zwischen den Inselgruppen Spitzbergen (Norwegen) im Nordwesten, Franz-Josef-Land (Russland) im Norden, Nowaja Semlja im Osten und dem Festland Nordwestrusslands und Skandinaviens im Süden.
Als Begrenzung der Barentssee zum westlich benachbarten Europäischen Nordmeer gilt eine Linie von der Insel Spitzbergen über die Bäreninsel zum Nordkap Skandinaviens. Als Grenze zum Weißen Meer im Süden ist die Verbindung zwischen den Landspitzen Swjatoi Nos 68° 9′ 26,8″ N, 39° 44′ 35,24″ O an der Murmanküste und Kap Kanin im Norden der gleichnamigen Halbinsel Kanin definiert. Im Osten trennt die Inselgruppe Nowaja Semlja die Barentssee von der Karasee.
Während des Kalten Krieges und auch danach war die Grenze der Hoheitsgebiete in der Barentssee zwischen der Sowjetunion und später Russland und Norwegen umstritten. So bestand Russland zuletzt auf einer Grenzziehung bei rund 32° Ost. Im April 2010 einigten Russland und Norwegen sich vertraglich auf einen Kompromiss. Norwegen und Russland erhielten etwa gleich große Teile des umstrittenen Meeresgebiets. Es wurde durch eine Mittellinie geteilt, die nun als gemeinsame Grenze in der Barentssee gilt.

## Wirtschaft und Ökologie
Die größte Stadt an der Barentssee ist Murmansk, das ebenso wie das ehemals finnische Petschenga einen Stützpunkt der russischen Nordflotte beherbergt.
Der flache östliche Teil der Barentssee enthält reiche Erdölvorkommen und wird nach dem dort mündenden Fluss Petschora Petschorasee genannt. Auch im Südwesten gibt es reiche Öl- und Erdgasvorkommen, darüber hinaus werden im zentralen Bereich weitere Vorkommen vermutet. Seit den siebziger Jahren wird in der Barentssee Erdöl gefördert.
In der Barentssee wurde durch die Firma Statoil Europas erste Erd- bzw. Flüssiggas-Förderanlage gebaut, das Projekt Snøhvit (d. h. Schneewittchen). Eine Erdgasverflüssigungsanlage entstand bei Hammerfest in Nordnorwegen.
Ein weiterer bedeutsamer Wirtschaftszweig ist die Fischereiwirtschaft, besonders für Norwegen und Russland. Vor allen Dingen der Kabeljau wird hier gefangen.
An der Barentssee befindet sich mit einer Vielzahl häufig militärischer Schiffsfriedhöfe insgesamt gesehen der wohl größte Schrottplatz für Atom-U-Boote weltweit. Auch kam es zu einer Reihe von Havarien und Unglücken, beispielsweise sank dort 2003 die K-159 auf dem Weg zur Verschrottung. Im August 2000 sank dort das russische Atom-U-Boot Kursk.
Die Sowjetunion setzte in den 1960er Jahren Königskrabben nahe Murmansk aus. Diese bioinvasive Tierart ist (Stand 2022) zu einer Plage geworden und hat sich auch an der Küste Norwegens ausgebreitet.